# Temelucha siccata
Temelucha siccata är en stekelart som beskrevs av Dasch 1979. Temelucha siccata ingår i släktet Temelucha och familjen brokparasitsteklar. Inga underarter finns listade i Catalogue of Life.